# Santa Ana Tlachihualpa
Santa Ana Tlachiahualpa es una población del estado de México que forma parte del municipio de Temascalapa.

## Ubicación y demografía
Santa Ana Tlachiahualpa se encuentra en el sur del municipio de Temascalapa, a una altitud del 2 416 metros sobre el nivel del mar y en las coordenadas geográficas 19°46′1″N 98°54′37″O / 19.76694, -98.91028, al pie de una elevación denominada como Cerro de Paula por haber formado de la antigua Hacienda de San Francisco de Paula. Su principal vía de comunicación es una carretera pavimientada que la une con la Autopista México - Pachuca hacia el oeste, en el municipio de Tecámac.
De acuerdo al Censo de Población y Vivienda realizado en 2010 por el Instituto Nacional de Estadística y Geografía la población total es de 5 781 habitantes, de las que 2 885 son hombres y 2 896 son mujeres.